# 细节层次
在程序设计和计算机图形学领域，细节层次（Level of detail）随着物体或者模型远离观察者而逐步降低。由于它能够通过减少多边形的数目从而提升渲染效率，所以在计算机与视频游戏中使用了这项技术。由于物体距离很远，所以理论上并不会察觉到模型或者物体的视觉质量会有所下降。当然，这根据单个系统或者游戏的不同而有所不同。
Messiah 与 Black & White 是首先将细节层次效果用于渲染的游戏。每张地图由一个大岛组成，有时还有数以百计的居民。当玩家将场景缩小的时候，逐步降低细节的模型就取代了村民、建筑物甚至是岛屿。尽管这种做法不尽完美，但是这项技术使得在近距观察时能够看到细节，而在远距离观察的时候而不会降低运行速度。Messiah 使用一种类似的技术，并且它的发布早于 Black & White。 （页面存档备份，存于）
Halo 2 使用细节层次调整实现 cutscene 以及地图中更高的细节层次，但是牺牲了首次调用这个细节层次时的速度，最初显示的模型细节层次很少甚至没有细节层次，过了一段时间才会出现更加细致的模型及纹理。
为了使得细节降低不再明显，在计算机与视频游戏中经常使用距离模糊减少物体上的可见细节来模拟现实中的物体远离时的模糊现象。当物体处于可见范围之外的时候，将不再需要进行渲染。
在自动细节层次构建中最常用的一种方法是基于三维多边形网格的边缘折叠变换。三维网格中的每一对顶点都根据曲率或者其它准则给定一个误差度量权重，具有最小误差的一对顶点合并或者折叠到同一个顶点。重复这个过程直到达到所期望的三角形数目。
其它一些更加先进的方法带有生成预先计算的边缘折叠或者顶点分割数值的列表，这样的列表可以用于物体细节层次的实时计算。这种方法经常称为渐进网格。
更加先进的细节层次运行系统使用的算法为了增加衰减能够合并几个三维物体或者简化合并的物体，这样的算法叫作分级细节层次算法。